# Anya Wu
Anya Wu (17 de febrero de 1977) es una modelo y actriz taiwanesa. Debutó en el cine en la película Born to Be King de 1999. En 2002 recibió excelentes comentarios de la crítica especializada tras su interpretación de Katt en la cinta Naked Weapon.

## Filmografía

### Cine
| Año  | Título                         | Título en chino       | Rol             | Notas |
| ---- | ------------------------------ | --------------------- | --------------- | ----- |
| 2000 | Born to Be King                | 《胜者为王》          | Nanako          |       |
| 2001 | Know the Law But Break It      | 《知法犯法》          | Shi An          |       |
| 2001 | Walk theroad                   | 《走投有路》          |                 |       |
| 2001 | Killer Mace                    | 《杀手锏》            | A'yu            |       |
| 2001 | Badboy Weapon                  | 《BadBoy特攻》        |                 |       |
| 2001 | Different Ghost                | 《异灵灵异》          | Huo Monǚ        |       |
| 2002 | Fing Head Group                | 《滥药青春》          |                 |       |
| 2002 | Confidante                     | 《红颜》              |                 |       |
| 2002 | Naked Weapon                   | 《赤裸特工》          | Katt            |       |
| 2003 | Play Tricks                    | 《搞鬼》              |                 |       |
| 2003 | Lucky Superman                 | 《行运超人》          | Polyset         |       |
| 2003 | Millennium CorpseKing          | 《千年僵尸王》        | Shanshan        |       |
| 2004 | Detective Divinity             | 《妙探神威》          | Zhen Daimei     |       |
| 2005 | Ghost Mom                      | 《鬼妈妈》            | Mom             |       |
| 2005 | Death Match                    | 《生死对决》          | Hao Panying     |       |
| 2005 | PTU Policewoman Accidentaltrap | 《PTU女警之偶然陷阱》 | Guimei          |       |
| 2006 | Shanhai Baby                   | 《上海宝贝》          | Zhu Sha         |       |
| 2007 | Ghost E-mail                   | 《幽灵信箱》          | Lin Xiaoyue     |       |
| 2007 | Single Tribe                   | 《单身部落》          | Miss Luo        |       |
| 2007 | The Poppetisa Slam Dunk        | 《小鬼也灌篮》        |                 |       |
| 2008 | Kung Fu Killer                 | 《功夫杀手》          | Loo Kwan        |       |
| 2008 | Action at Dawn                 | 《黎明行动》          | Yingzi          |       |
| 2009 | Chengdu, I Love You            | 《成都，我爱你》      | Wei Hong        |       |
| 2011 | I Know Woman's Heart           | 《我知女人心》        |                 |       |
| 2011 | Deadly Heart Beat              | 《夺命心跳》          |                 |       |
| 2011 | Mysterious Island              | 《孤岛惊魂》          | Chen Liangliang |       |
| 2012 | Horror Hotel                   | 《恐怖旅馆》          | Chen Jiaqian    |       |
| 2014 | But Always                     | 《一生一世》          |                 |       |

### Televisión
| Año  | Título                     | Título en chino    | Rol      | Notas |
| ---- | -------------------------- | ------------------ | -------- | ----- |
| 2002 |                            | 《紫色角落》       | Invitada |       |
| 2003 | Godfather in Pink          | 《粉红教父小甜甜》 |          |       |
| 2006 | Love CRD                   | 《情定CRD》        |          |       |
| 2006 | Lovelorn High-Heeled Shoes | 《失恋高跟鞋》     |          |       |
| 2006 | 《随风飞扬》               |                    |          |       |
| 2008 | Lost in Los Angeles        | 《迷失洛杉矶》     |          | [ 3 ] |
| 2009 | Spanish Love               | 《情陷巴塞罗那》   |          |       |
| 2011 | Star City                  | 《星光都市》       |          |       |
| 2012 | Star City 2                | 《星光都市2》      |          |       |
| 2012 | 《虎符传奇》               |                    |          |       |